# 晉獻侯

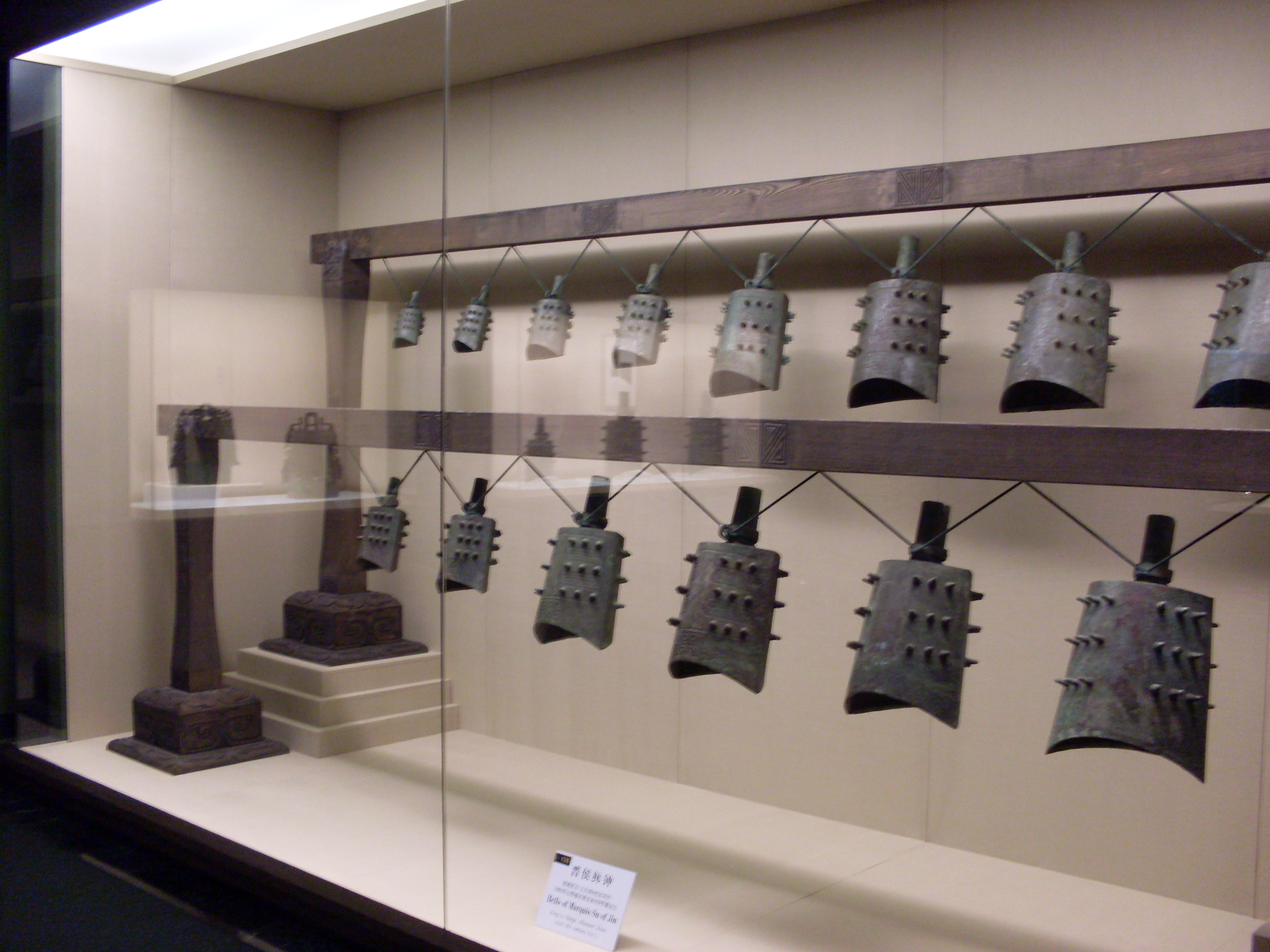
晉獻侯蘇鐘

晉獻侯（？—前812年），姬姓，出土铭文记载其名为穌，《史记·晋世家》作籍，《世本》做蘇，是西周諸侯國晉國的第八任國君，在位11年，於前812年去世。
晉獻侯墓在山西曲沃縣曲村附近，有编钟随葬。盗掘出土其中14件。1992年，由上海博物館從香港的古玩市場購得，根據銘文命名為“晉侯穌鐘”。1993年初，北京大学考古学系和山西省考古研究所对古墓進行抢救性发掘，得10数件青铜器，其中2件編鐘的铭文亦為凿刻，形制与14件晉侯穌鐘相同，銘文也可以连缀，证实這16件編鐘原出同墓。現藏山西博物院。
晉侯穌鐘各枚均有銘文，為利器刻凿，刀痕明显，共355字。铭文可连缀，叙述周王三十三年，周王亲征东国、南国。晋侯稣奉命征伐夙夷。晋侯稣率领晋军奋勇作战。周王召见晋侯稣，亲赐马匹、美酒和弓箭。晋侯稣制作这套编钟以弘扬天子美德。
晋侯稣钟铭文所记载的战争，史籍中无从查考，对研究西周历史和晋国历史极为重要。